# پول واحد اسلامی
دیدگاه ایجاد پول واحد اسلامی است نخستین بار از سوی مالزی در دهمین اجلاس سران کشورهای عضو سازمان کنفرانس اسلامی در تاریخ ۱۶ و ۱۷ اکتبر ۲۰۰۳ (۲۰ و ۲۱ شعبان ۱۴۲۴) در پوتراجایا واقع در مالزی مطرح شده‌است.
برخی از سیاست‌مداران ایجاد پول واحد اسلامی و اتحادیه کشورهای اسلامی را یکجا مطرح می‌کنند. اسلام‌گرایان ترکیه نیز از مبلغان این طرح هستند. بایگانی‌شده  در ۲۷ سپتامبر ۲۰۰۷ توسط Wayback Machine
این پیشنهاد مورد نقد برخی اقتصاددانان قرار گرفته‌است و برخی از معایب و مزایای این طرح مطرح شده، که چندی از آن‌ها را در زیر می‌آید.

## مزایا
1. ارتقای مبادلات تجاری - اقتصادی میان کشورهای اسلامی
2. تعمیق همکاری‌های اقتصادی - تجاری، رفع موانع گمرکی و حل مشکلات پولی - مالی پیش روی
3. پول واحد یکی از ساز و کارهای پولی و مالی برای تشکیل بازار مشترک اسلامی است.
4. همسویی و همنوایی در قبال بازار مشترک اسلامی
5. بهبود پیشرفت اجتماعی و اقتصادی به صورت متعادل و پایا، ایجاد اتحاد اقتصادی و در نهایت پول واحد
6. پیشبرد اهداف اقتصادی و مالیه اسلامی، از طریق به گردش درآمدن پول واحد اسلامی با هدف بنیان‌گذاری بازارهای پولی و سرمایه و توسعه ابزارها برای تسهیل جریانهای مالی جهانی و منطقه‌ای

## معایب
اقتصاددانان معتقدند که با توجه به اقتصاد متفاوت و ناهَمگن کشورهای اسلامی اجرای یکباره این طرح در تمام کشورهای اسلامی ممکن نیست و بایستی ابتدا در کشورهایی که اقتصادی نزدیک به هم دارند، مانند کشورهای حوزه خلیج فارس (کشورهای صادرکنند نفت) پیاده گردد؛ که البته پس از پیاده‌سازی و رفع مشکلات مربوط به اجرای آن قابل تعمیم به سایر کشورهای اسلامی نیز خواهد بود.

## نام واحد پول اسلامی
مالزی در دهمین اجلاس سران کشورهای عضو سازمان کنفرانس اسلامی دینار را به عنوان نام برای این واحد پولی پیشنهاد کرد. علت انتخاب نیز آن است که درهم و دینار تنها واحدهای پولی است که درقرآن از آن نام برده شده؛ همچنین این ها واحد پولی کشور های اردن، الجزایر، بحرین، تونس، سودان، صربستان، عراق، کویت، لیبی می باشد.
- «وَ مِنْهُمْ منْ اِنْ تَأْمَنْهُ بِدینارٍ لا یُؤدِّهِ اِلَیْکَ اِلاّ ما دُمتَ عَلَیْهِ قائِماً» (آل عمران / ۷۵)

(بعضی از آنان [اهل کتاب] کسی است که اگر او را بر دیناری امین شماری، به تو بازنگرداند، مگر همواره بر سر او بایستی).
- «وَ شَرَوْهُ بِثَمَنٍ بَخْسٍ دَراهِمَ مَعْدُودَة» (یوسف / ۲۰)

(و او[یوسف]را به بهایی ناچیز، درهمی چند فروختند).
- «فَابْعَثُوا اَحَدَکُمْ بِوَرَقِکُمْ هذِهِ الِیَ الْمَدینَةِ، فَلْیَنْظُرْ اَیُّها اَزْکی طَعاماً» (کهف / ۱۹)

([یکی از اصحاب کهف به دیگران گفت:] یکی از خود را با «وَرِقتان» [درهمهایتان] به شهر فرستید، تا ببیند کدامیک طعامی نیکو دارند).
طبرسی ورق را به دراهم معنا کرده‌است (طبرسی، ۱۴۰۸ق، ج ۵–۶، ص ۷۰۶).
همچنین در روایات بسیاری سخن از طلا و نقره مسکوک به عنوان دینار و درهم، برای تعیین مقدار نصاب برای زکات و وجوب ادای آن آمده‌است (حر عاملی، ۱۳۹۱ ق، ج ۶، ص۹۲–۱۱۸)
از جمله، در روایاتی حداقل نصاب پول نقره را ۲۰۰ درهم، و معادل ارزش آن از طلا ۲۰ مثقال تعیین شده‌است (حر عاملی، ۱۳۹۱ ق، ج ۶ ص ۹۲، حدیث۱).
در روایتی، اصل مال درهم اعلام شده، آمده‌است: «هرچه از درهم‌ها از طلا یا سایر کالاها، اموالی هستند که در زکات و دیات به درهم بازمی‌گردند» (حر عاملی، ۱۳۹۱ق، ج ۶، ص ۹۳، حدیث۳).
و چون در عصر پیامبر هر دینار برابر ۱۰ درهم بود، حداقل نصاب طلا برای زکات، ۲۰ دینار اعلام گردید (حر عاملی، ۱۳۹۱ ق، ص ۹۳، احادیث ۴–۶).  بایگانی‌شده  در ۲۷ سپتامبر ۲۰۰۷ توسط Wayback Machine

## پول واحد شورای همکاری خلیج فارس (پول واحد عرب)
۶ کشور عضو شورای همکاری خلیج فارس که شامل کویت، عربستان سعودی، بحرین، قطر، امارات و عمان هستند توافق کردند که دینار عربی را به عنوان پول مشترک در این کشورها انتخاب کنند این تصمیم به دنبال ملاقات رؤسای بانک‌های مرکزی این ۶ کشور اتخاذ شد پول واحد عرب از اول ژانویه سال ۲۰۱۰ وارد بازار خواهد شد. در پایان (مجله اشپیگل)

## پیوند بیرونی
- بایگانی‌شده  در ۲۷ سپتامبر ۲۰۰۷ توسط Wayback Machine